# Модулно линейно уравнение
Модулните линейни уравнения са алгебрични уравнения от вида:
|ax+b|=c, |ax+b|=-c и |ax+b|=0 при a≠0

Предварително трябва да се даде определение на модул или абсолютна стойност, както още е известно това математическо понятие. Модул на число наричаме разстоянието от нулата до образа на числото върху числовата ос. Модул на едно положително число е самото число. Модул на едно отрицателно число е противополжното му число. Модулът на числото 0 е 0. Примери:
{\displaystyle |3|=3}; {\displaystyle |2|=2}; {\displaystyle |a|=a,a>0}
{\displaystyle |-5|=5}; {\displaystyle |-2|=2}; {\displaystyle |a|=-a,a<0}
{\displaystyle |0|=0}
От определението следва, че модулът на всяко число, което е различно от нула е положително число. Тогава |3|=3 и |-3|=3 ⇒ |3|=|-3|. Получихме, че модулите на две противоположни числа са равни.
Да разгледаме два противоположни многочлена: x-a и -(x-a). Числените им стойности за равни стойности на променливите, ще са противоположни числа. Тогава можем да запишем, че |x-a|=|-(x-a)| или |x-a|=|a-x|.
Последното равенство се ползва при решавани на математически уравнения, в които се преобразуват изрази под знака на модула. Да разгледаме уравнението |x|=3. От определението за модул знаем, че |3|=3 и |-3|=3. Следователно уравнението се удовлетворява, когато на x даваме стойности 3 и -3, т.е. x=3 и х=-3.
Да разгледаме и уравнението |х-10|=3. Чрез аналогични разсъждения съобразяваме, че решението на това уравнение се свежда до решаване на две уравнения: х-10=3 и х-10=-3, откъдето за х, получаваме стойностите 13 и 7. Решението подреждаме така:
|х-10|=3
х-10=3 или х-10=-3
х=10+3 или х=10-3
х=13 или х=7
Броят на решенията на уравнението |ax+b|=c, a≠0 зависи от числото с.
При c>0, уравнението има два корена.
При c=0, уравнението има един корен. Това е уравнение от вида |ax+b|=0, a≠0. Единственото му решение е ax+b=0, x=-b/a.
При c<0, уравнението няма решение, защото модулът е винаги положително число. Това е уравнение от вида |ax+b|=-c, a≠0.